# Hitomi Kanehara
Pour les articles homonymes, voir Hitomi (prénom).
Hitomi Kanehara (金原 ひとみ, Kanehara Hitomi), née le 8 août 1983, est une romancière japonaise.

## Biographie
Après avoir abandonné l'école à 11 ans, Hitomi Kanehara se lance dans l'écriture. Elle est longtemps anorexique (expérience qu'elle raconte dans son roman AMEBIC) et portée sur les transformations corporelles (comme l'héroïne de son premier roman). Son père, professeur de littérature et ancien traducteur, est son principal critique : elle avait l'habitude de lui envoyer ses textes par courriel pour qu'il les lui corrige[réf. nécessaire].
En 2003, son premier roman, Serpents et Piercings (蛇にピアス - Hebi ni Piasu), lui vaut le prix Subaru puis, plus tard dans l'année, le plus prestigieux prix littéraire japonais, le prix Akutagawa — en même temps que Risa Wataya. Elles sont alors les deux plus jeunes autrices à avoir reçu ce prix.
Hitomi Kanehara est élogieusement saluée par la critique autant que par les auteurs japonais contemporains. Pour le New York Times, « Hitomi Kanehara est l’icône de la culture pop japonaise ». Pour Hitonari Tsuji, ancien récipiendaire du prix Akutagawa, « un écrivain existe à partir du moment où il possède ce quelque chose. Elle, ce « quelque chose » elle l’a, il n’y a aucun de doute là-dessus ». Et pour Ryû Murakami, qui a remporté le même prix et qui faisait partie du jury qui le lui a attribué, Serpents et piercings « ne pouvait être le fruit que d’un talent véritable ».

### Livres en Japonais:
- 2004 : Serpents et Piercings (蛇にピアス - Hebi ni Piasu), Grasset, 2006.
- 2004 : Ash Baby (アッジュベイビー)
- 2005 : AMEBIC, Shueisha Publishing Co
- 2006 : Ōtofikushon (Autofiction) (オートフィクション), Shueisha Publishing Co.
- 2007 : Haidora (ハイドラ)
- 2007 : Hoshi e ochiru (星へ落ちる)
- 2009 : Yūutsu tachi (憂鬱たち)
- 2009 : Turippu, turappu (TRIP TRAP トリップ・トラップ)
- 2011 : Mazāzu (マザーズ)
- 2012 : Mariāju mariāju (Mariage mariage) (マリアージュ・マリアージュ)
- 2015 : Motazarumono (持たざる者)
- 2016 : Keihaku (軽薄)
- 2017 : Kuraudo gāru (Cloud Girl) (クラウドガール)
- 2019 : Atarakushai (Ataraxia) (アタラクシア)
- 2020 : Pari no sabaku, Tōkyō no shinkirō (パリの砂漠、東京の蜃気楼)
- 2020: Fishy (Fishy)
- 2021: Ansōsharudisutansu (アンソーシャル ディスタンス)
- 2022: Mītsu za wārudo (ミーツ・ザ・ワールド)
- 2022: Dekurinezon (デクリネゾン)
- 2023: Hara o sukaseta yūshadomo (腹を空かせた勇者ども)
- 2023: Hajikete mazare (ハジケテマザレ)
- 2024: Nachuraru bōn chikin (Natural Born Chicken) (ナチュラルボーンチキン)

### Traduction Française:
- Serpents et Piercings, 2006 (Traduit de l'anglais par Brice Matthieussent)
- “Onigiri (saumon),” 2023 (Traduit du japonais par Patrick Honnoré). Publié dans le magazine Tempura[1].

## Adaptation
Serpents et piercings a été adapté pour le cinéma par Yukio Ninagawa sous le titre Hebi ni Piasu en 2008 avec Yuriko Yoshitaka et Kengo Kōra dans les rôles principaux.